# Second Front: Germany Turns East
Second Front: Germany Turns East est un jeu vidéo de type wargame créé par Gary Grigsby et publié par Strategic Simulations en 1990 sur PC et Amiga. Le jeu se déroule pendant la Seconde Guerre mondiale et couvre l’ensemble des combats entre les armées allemandes et soviétiques s’étant déroulés sur le front de l’est. La carte du jeu s’étend de Berlin jusqu’à Stalingrad,.

## Système de jeu
Second Front est un wargame qui simule, au niveau opérationnel et stratégique, l’affrontement entre l’Allemagne et l’Union Soviétique sur le front de l’Est lors de l’opération Barbarossa de la Seconde Guerre mondiale,. Le jeu propose deux scénarios qui retracent respectivement les batailles de Stalingrad et de Moscou et deux campagnes qui débutent en 1941 et en 1942. Le jeu se déroule au tour par tour sur une carte de l’Est de l’Europe, de Berlin à Stalingrad. Les joueurs y contrôlent des divisions d’infanterie et de blindés, les 150 divisions de l’armée allemande affrontant les 200 divisions de celle des soviétiques. Les combats sont cependant résolus à l’échelle d’une escouade et les joueurs peuvent ainsi consulter les résultats des combats de leurs escouades d’infanterie, de leurs tanks, de leur aviation et de leur artillerie. Outre leurs unités, les joueurs gèrent également l’effort de guerre sur le plan industriel. Ils peuvent ainsi définir la production de leurs usines d’armement, en fonction des technologies disponibles.

## Publication
Développé par Gary Grigsby, le jeu est publié aux États-Unis par Strategic Simulations  en 1990 sur IBM PC avant d’être porté sur Amiga à l’été de la même année,. Au Royaume-Uni, le jeu est publié par US Gold.

## Accueil
| Second Front      |      |       |
| Média             | Pays | Notes |
| The Games Machine | GB   | 94 %  |

## Postérité
Après avoir développé Second Front, Gary Grigsby s’appuie sur son moteur de jeu pour créer deux nouveaux wargames : Western Front et Carrier Strike: South Pacific. Le premier, publié par Strategic Simulations en 1991 fait directement suite à Second Front dont il transpose le système de jeu à un autre théâtre d’opération de la Seconde Guerre mondiale, le front de l’Ouest. Il retrace ainsi les principales opérations de reconquête de l’Europe par les Alliés dont notamment la campagne d’Italie, la libération de la France et la bataille des Ardennes,. Le second, publié par Strategic Simulations en 1992, transpose le système de jeu de ses prédécesseurs dans l’océan Pacifique, toujours pendant la Seconde Guerre mondiale, et simule les principales batailles aéronavales opposant les américains et les japonais entre mai 1942 et juin 1944,.